# Коронация Елизаветы II
Коронация Елизаветы II состоялась 2 июня 1953 года в Вестминстерском аббатстве в Лондоне. Елизавета II взошла на престол в возрасте 25 лет после смерти своего отца Георга VI, вскоре после которой тайный и исполнительный советы провозгласили её королевой. Коронация состоялась более чем на год позже из-за традиции, согласно которой после смерти монарха проходит соответствующий промежуток времени, прежде чем проводить подобные празднества. Это также дало комитетам по планированию достаточно времени для подготовки к церемонии. Во время службы Елизавета принесла присягу, была помазана святым елеем, облачена в мантию и регалии и коронована королевой Соединённого Королевства, Канады, Австралии, Новой Зеландии, Южной Африки, Пакистана и Цейлона (ныне Шри-Ланка).
Торжества прошли по всем королевствам Содружества, и была выпущена памятная медаль. Это была первая британская коронация, которая полностью транслировалась по телевидению; телевизионным камерам не разрешалось входить в аббатство во время коронации её родителей в 1937 году. Коронация Елизаветы была четвёртой и последней британской коронацией XX века. По оценкам это обошлось в 1,57 миллиона фунтов стерлингов (около 43 427 400 фунтов стерлингов в 2019 году).

## Подготовка

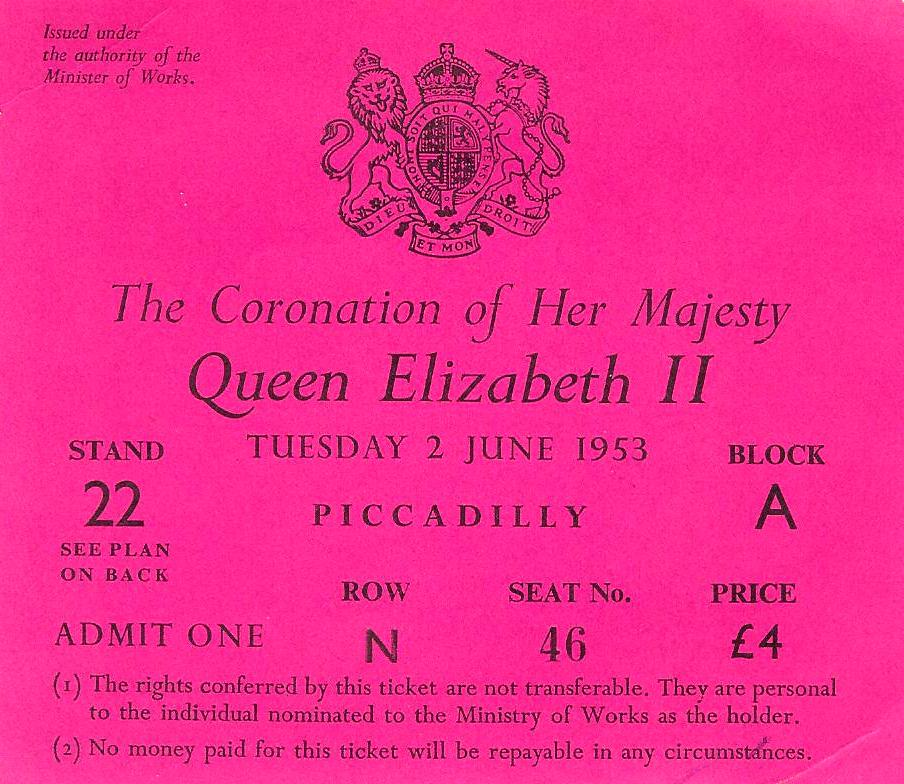
Билет на трибуны, установленные вдоль маршрута процессии к аббатству через площадь Пикадилли

Однодневная церемония заняла 14 месяцев подготовки: первое заседание Коронационной комиссии состоялось в апреле 1952 года под председательством мужа королевы Филиппа, герцога Эдинбургского. Были также сформированы другие комитеты, такие как Объединённый комитет по коронации и Исполнительный комитет по коронации, оба под председательством герцога Норфолка, который по соглашению как граф-маршал нёс общую ответственность за мероприятие. За многие физические приготовления и украшения на маршруте отвечал Дэвид Экклз, министр работ. Экклз описал свою роль и роль графа-маршала: «Граф-маршал — продюсер, а я — постановщик…».
В комитетах участвовали верховные комиссары из других королевств Содружества, что отражало международный характер коронации; однако официальные лица из других королевств Содружества отклонили приглашения принять участие в мероприятии, поскольку правительства этих стран сочли церемонию религиозным обрядом, уникальным для Великобритании. Как сказал тогда премьер-министр Канады Луи Сен-Лоран: «На мой взгляд, Коронация — это официальное возведение на престол Суверена в качестве Суверена Великобритании. Мы рады присутствовать и быть свидетелями коронации Суверена Великобритании, но мы не являемся непосредственными участниками этой церемонии». В июне 1952 года Комиссия по коронации объявила, что коронация состоится 2 июня 1953 года.
Норману Хартнеллу королева поручила разработать наряды для всех членов королевской семьи, включая коронационное платье Елизаветы. Его дизайн платья развивался в течение девяти предложений, и окончательный вариант был результатом его собственных исследований и многочисленных встреч с королевой: белое шёлковое платье, расшитое цветочными эмблемами стран Содружества в то время: английской розой Тюдоров, шотландским чертополохом, валлийским луком-пореем, трилистником для Северной Ирландии, австралийской акацией, канадским кленовым листом, новозеландским серебристым папоротником, южноафриканской протеей, двумя цветками лотоса для Индии и Цейлона, а также пакистанской пшеницей, хлопком и джутом.
Елизавета репетировала по этому случаю со своими фрейлинами. Вместо бархатного шлейфа была использована простыня, а вместо кареты стояли стулья. Она также носила Императорскую государственную корону, занимаясь своими повседневными делами — за письменным столом, во время чаепития и во время чтения газеты, — чтобы привыкнуть к её ощущению и весу. Елизавета приняла участие в двух полных репетициях в Вестминстерском аббатстве 22 и 29 мая, хотя некоторые источники утверждают, что она присутствовала на одной или «нескольких» репетициях. Герцогиня Норфолкская обычно заменяла королеву на репетициях.
Бабка Елизаветы, королева Мария, умерла 24 марта 1953 года, заявив в своём завещании, что её смерть не должна повлиять на планирование коронации, и мероприятие прошло в соответствии с графиком. По оценкам, это обошлось в 1,57 миллиона фунтов стерлингов (около 41 710 000 фунтов в 2019 году), что включало в себя трибуны вдоль маршрута процессии для размещения 96 000 человек, туалеты, уличные украшения, наряды, прокат автомобилей, ремонт государственной кареты и изменения регалий королевы.

## Событие

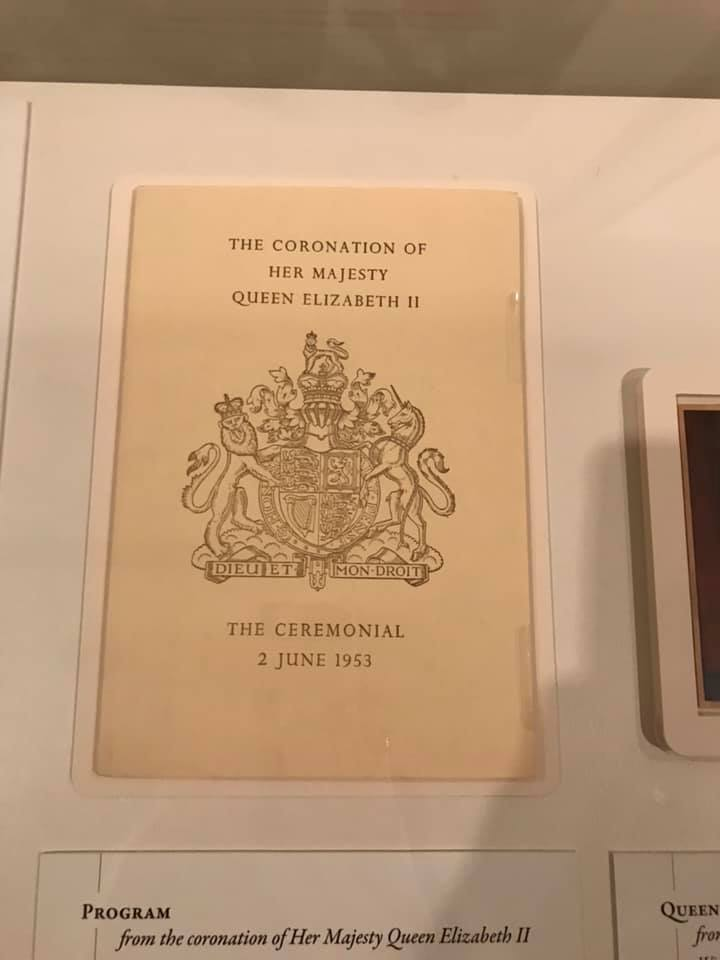
Программа коронации королевы Елизаветы II; фотография программы, сделанная в Музее, саду и библиотеке Винтертура в 2019 году

Церемония коронации Елизаветы II проходила по схеме, аналогичной коронациям королей и королев до неё, и проходила в Вестминстерском аббатстве с участием пэров и духовенства. Однако для новой королевы несколько частей церемонии заметно отличались.

### Процесс
По маршруту, вдоль которого выстроились моряки, солдаты, лётчики и женщины со всей Британской империи и Содружества, гости и официальные лица прошли в процессии перед примерно тремя миллионами зрителей, собравшихся на улицах Лондона, некоторые из которых разбили лагерь на ночь на своём месте, чтобы обеспечить вид на город. Монарх и другие, имеющие доступ к специально построенным трибунам и лесам вдоль маршрута. Для тех, кто не присутствовал при этом событии, вдоль дорожки и в Вестминстерском аббатстве было установлено более 200 микрофонов, а 750 комментаторов транслировали описания на 39 языках; репортаж смотрели более двадцати миллионов зрителей по всему миру.
Процессия включала иностранных членов королевской семьи и глав государств, ехавших в Вестминстерское аббатство в различных экипажах, так много, что добровольцы, начиная от богатых бизнесменов и заканчивая сельскими землевладельцами, должны были пополнить недостаточные ряды обычных лакеев. Первая королевская карета выехала из Букингемского дворца и двинулась по улице Мэлл, которая была заполнена ликующей толпой, размахивающей флагами. За ним следовала Ирландская государственная карета с королевой Елизаветой, королевой-матерью, которая носила корону с бриллиантом Кох-и-Нур. Королева Елизавета II проехала по Лондону от Букингемского дворца через Трафальгарскую площадь и направилась к аббатству в карете «Голд Стейт». К плечам платья была прикреплена парадная мантия из шёлка шести ярдов (5,5 метров) в длину, подбитая канадским горностаем. Потребовалась помощь фрейлин королевы — леди Джейн Вейн-Темпест-Стюарт, леди Энн Коук, леди Мойры Гамильтон, леди Мэри Бейли-Гамильтон, леди Джейн Хиткоут-Драммонд-Уиллоуби, леди Розмари Спенсер-Черчилль и герцогини Девонширской — чтобы нести за ней шлейф мантии.
Ответная процессия следовала по маршруту протяжённостью 5 миль (8 километров), проходя через Уайтхолл, Трафальгарскую площадь, Пэлл-Мэлл, Гайд-парк-Корнер, Мраморную арку, Оксфорд-Серкус и, наконец, по аллее к Букингемскому дворцу. 29 000 военнослужащих из Великобритании и со всего Содружества прошли маршем в процессии длиной 2 мили (3,2 км), и для прохождения любой заданной точки требовалось 45 минут. Ещё 15 800 человек выстроились вдоль маршрута. Парадом руководил полковник Берроуз из штаба Военного министерства и четыре полковых оркестра. Затем появились колониальные контингенты, затем войска из королевств Содружества, за которыми последовали Королевские военно-воздушные силы, Британская армия, Королевский флот и, наконец, Домашняя бригада. За марширующими войсками следовала процессия карет, возглавляемая правителями британских протекторатов, в том числе королевой Тонги Салоте Тупоу III, премьер-министрами Содружества, принцами и принцессами королевской крови и королевой-матерью Елизаветой. Впереди верхом на лошадях ехали главы британских вооружённых сил, Золотую государственную карету сопровождали йомены гвардии и Придворная кавалерия, а за ними следовали адъютанты королевы.

### Гости

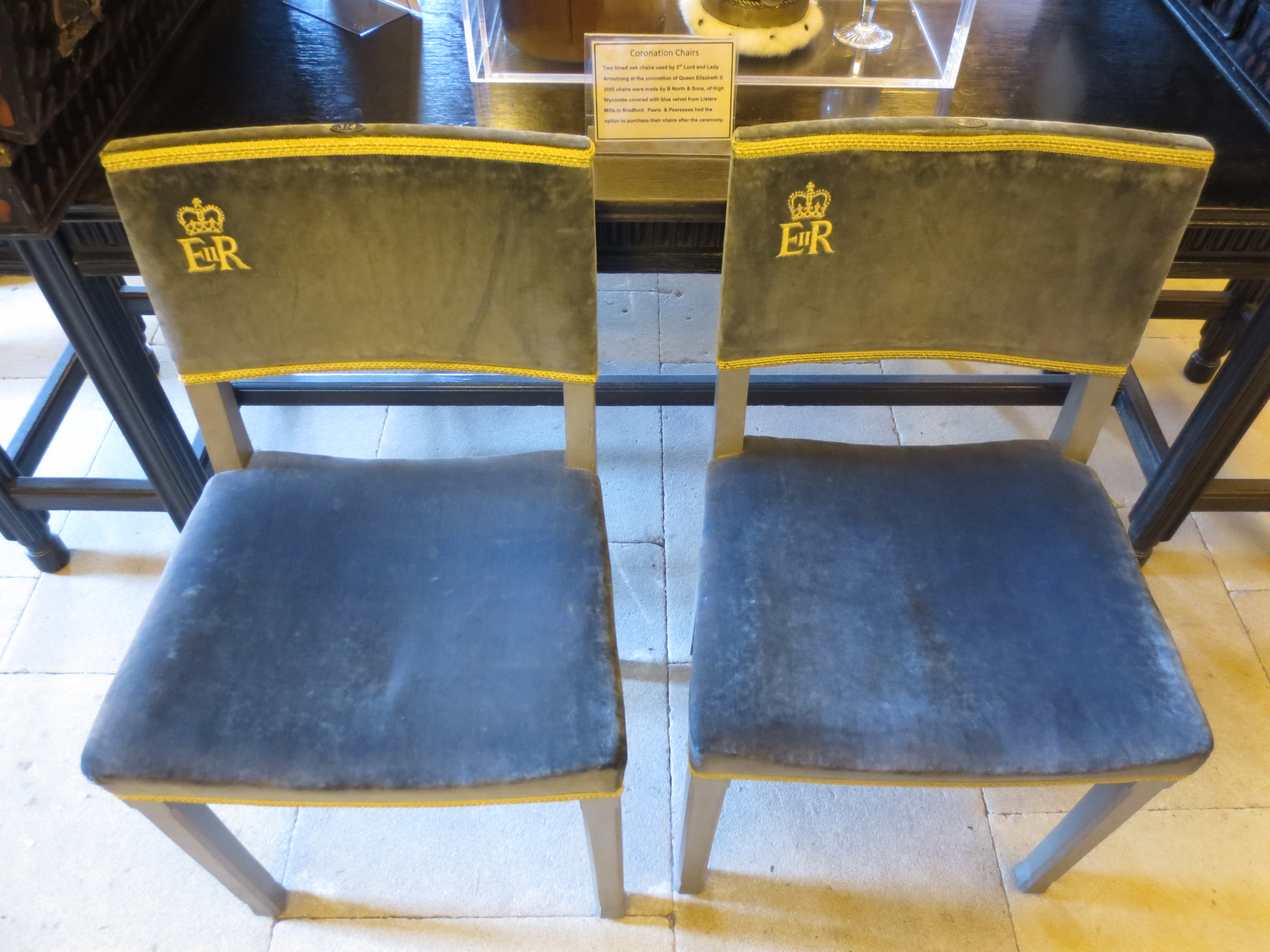
Стулья, использованные на коронации

После того, как Вестминстерское аббатство было закрыто с момента восшествия королевы на престол для подготовки к коронации, оно было открыто в 6 утра в День коронации для примерно 8000 гостей, приглашённых со всего Содружества наций; более выдающиеся личности, такие как члены семьи королевы и иностранные члены королевской семьи, пэры Соединённого Королевства, главы государств, члены парламента от различных законодательных органов королевы и т. п., прибыли после 8:30 утра. Королева Тонга Салоте была гостьей и была отмечена за её весёлое поведение во время поездки в открытом экипаже по Лондону под дождём. Генерал Джордж Маршалл, государственный секретарь Соединённых Штатов, который реализовал план Маршалла, был назначен председателем делегации США на коронации и присутствовал на церемонии вместе со своей женой Кэтрин.
Гости, сидевшие на табуретах, смогли приобрести свои табуреты после церемонии, а прибыль пошла на покрытие расходов на коронацию.

### Церемония
Перед королевой в Вестминстерское аббатство была корона Святого Эдуарда, внесённая в аббатство лордом верховным управляющим Англии, лордом Каннингемом из Хайндхоупа, которого сопровождали два других пэра, в то время как архиепископы и помощники епископов (Дарем, Бат и Уэллс) Англиканской церкви в своих облачениях и митры, ждали у Больших Западных дверей прибытия королевы Елизаветы II. Когда она прибыла примерно в 11:00 утра, она обнаружила, что из-за трения между её одеждой и ковром ей трудно двигаться вперёд, и она сказала архиепископу Кентерберийскому Джеффри Фишеру: «Помоги мне начать!». Разойдясь, процессия, в которую входили различные верховные комиссары Содружества, несущие знамёна со щитами с гербами своих стран, двинулась внутрь аббатства, вверх по центральному проходу и через хоры к сцене, когда хоры пели «I was glad», имперская постановка Псалма 122, ст. 1-3, 6 и 7 сэра Хьюберта Парри.

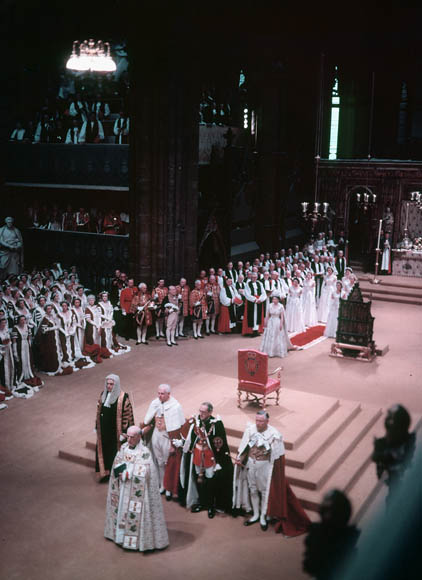
Елизавета проходит мимо Коронационного кресла

После того, как она встала перед креслом короля Эдуарда, Елизавета повернулась, следуя за Фишером, вместе с лордом Верховным канцлером Великобритании (лорд Саймондс), лордом великим камергером Англии (лорд Чамли), лордом верховным констеблем Англии (лорд Аланбрук) и графом маршалом Соединённого Королевства (лордом Герцог Норфолк), все во главе с главным рыцарем ордена Подвязки Джорджем Беллью. Архиепископ Кентерберийский обратился к собравшимся в каждом направлении компаса отдельно: «Господа, я здесь представляю вам королеву Елизавету, вашу несомненную Королеву: почему все вы, кто пришёл в этот день, чтобы выразить своё почтение и служение, готовы ли вы сделать то же самое?». Толпа каждый раз отвечала «Боже, храни королеву Елизавету!», на каждый из которых королева делала ответный реверанс.
Снова воссев на Трон Поместья, Елизавета затем принесла коронационную присягу, которую принёс архиепископ Кентерберийский. В пространной клятве она поклялась управлять каждой из своих стран в соответствии с их соответствующими законами и обычаями, соблюдать закон и справедливость с милосердием, поддерживать протестантизм в Соединённом Королевстве и защищать Англиканскую церковь и сохранять её епископов и духовенство. Она направилась к алтарю, где заявила: «То, что я здесь обещала, я исполню и сдержу. Да поможет мне Бог», прежде чем поцеловать Библию и приложить королевский знак-руководство к присяге, когда Библия была возвращена декану Вестминстера. От него модератор Генеральной Ассамблеи Церкви Шотландии Джеймс Питт-Уотсон взял Библию и снова подарил её Элизабет, сказав:
Наша милостивая королева: чтобы ваше величество всегда помнили о Законе и Евангелии Божьем как о Правиле для всей жизни и правления христианских принцев, мы дарим вам эту книгу, самое ценное, что есть в этом мире. Здесь мудрость; здесь царский закон; здесь живые оракулы Божьи.
Элизабет вернула книгу Питту-Уотсону, который вернул её декану Вестминстера.

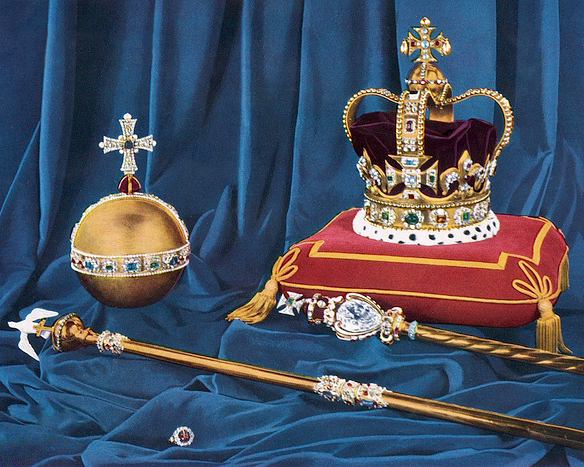
Корона Святого Эдуарда, держава, скипетр с крестом, скипетр с голубем и кольцо

Затем была проведена служба причастия, включавшая молитвы как духовенства, так и Элизабет, Фишер просила: «О Боже… Даруй этой твоей служанке Елизавете, нашей королеве, дух мудрости и правления, чтобы, будучи преданной тебе всем сердцем, она могла так мудро управлять, чтобы в своё время твоя Церковь могла быть в безопасности, а христианская преданность могла продолжаться в мире», прежде чем прочитать различные отрывки из Первого Послание Петра, Псалмы и Евангелие от Матфея. Затем Елизавета была помазана, когда хор пел «Священник Садок»; украшения королевы и малиновую накидку сняли лорд Анкастер и хозяйка мантии, герцогиня Девонширская. На ней было только простое белое льняное платье, также разработанное Хартнеллом, чтобы полностью прикрыть коронационное платье., она переместилась, чтобы сесть в кресло короля Эдуарда. Там Фишер с помощью настоятеля Вестминстера нарисовала крест на своём лбу, руках и груди святым маслом, приготовленным из той же основы, что использовалась при коронации её отца. По её просьбе церемония помазания не транслировалась по телевидению.
Из алтаря декан передал лорду великому камергеру шпоры, которые были вручены Елизавете, а затем положены обратно на алтарь. Затем Государственный меч был передан Елизавете, которая после того, как Фишер произнёс молитву, сама положила его на алтарь, а пэр, который ранее держал его в руках, забрал его обратно, заплатив сумму в 100 шиллингов. Затем Елизавете были вручены Нарукавники (браслеты), Королевский палантин, Королевская мантия и Державный Шар, за которым последовали Кольцо королевы, Скипетр Государя с Крестом и Скипетр Государя с Голубем. С первыми двумя предметами в правой руке и последним в левой королева Елизавета была коронована архиепископом Кентерберийским, а толпа трижды скандировала «Боже, храни королеву!» в тот самый момент, когда корона Святого Эдуарда коснулась головы монарха. Затем собравшиеся принцы и пэры надели свои короны, и из Лондонского Тауэра был произведён салют из 21 пушки.
После прочтения благословения Елизавета взошла на трон, а архиепископ Кентерберийский и все епископы принесли ей присягу на верность, после чего, под пение хора, пэры Соединённого Королевства во главе с королевскими пэрами: мужем Елизаветы; её дядей принцем Генри, герцогом Глостерским; и её двоюродный брат принц Эдвард, герцог Кентский — каждый из них в порядке старшинства засвидетельствовал своё личное почтение и верность. После королевских пэров 5 самых старших пэров, по одному для каждого ранга, предложили свою верность в качестве представителей пэрства Соединённого Королевства: Норфолк для герцогов, Хантли для маркизов, Шрусбери для графов, Арбутнотт для виконтов и Моубрей для баронов.
Когда последний барон выполнил это задание, собрание закричало: «Боже, храни королеву Елизавету. Да здравствует королева Елизавета. Пусть королева живёт вечно!». Сняв все свои королевские регалии, Елизавета преклонила колени и приняла причастие, включая общую исповедь и отпущение грехов, а также вместе с прихожанами прочитала молитву Господню.
Теперь, надев Императорскую государственную корону и держа в руках Скипетр с Крестом и Шаром, и пока собравшиеся гости пели «God Save the Queen», Елизавета покинула Вестминстерское аббатство через неф и апсиду, выйдя через Большие Западные двери.

## Торжества, памятники и средства массовой информации

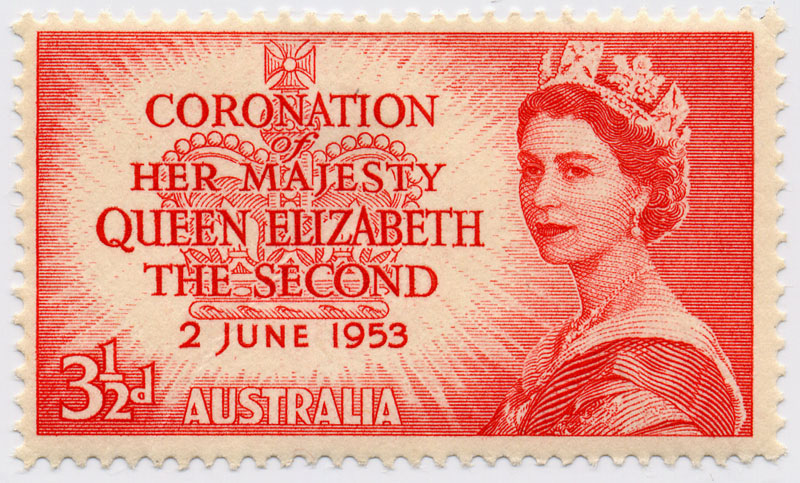
Австралийская марка, выпущенная к коронации королевы Елизаветы II

Во всех королевствах королевы, в остальной части Содружества и в других частях мира были проведены коронационные торжества. Коронационная медаль королевы Елизаветы II также была вручена тысячам получателей по всему королевскому королевству, а в Канаде, Новой Зеландии, Южной Африке и Великобритании были выпущены памятные монеты. Три миллиона бронзовых медальонов для коронации были заказаны канадским правительством, отчеканены Королевским монетным двором Канады и розданы школьникам по всей стране; на аверсе было размещено изображение Елизаветы, а на реверсе — королевский шифр над словом CANADA, и все они были окружены ELIZABETH II REGINA CORONATA MCMLIII.

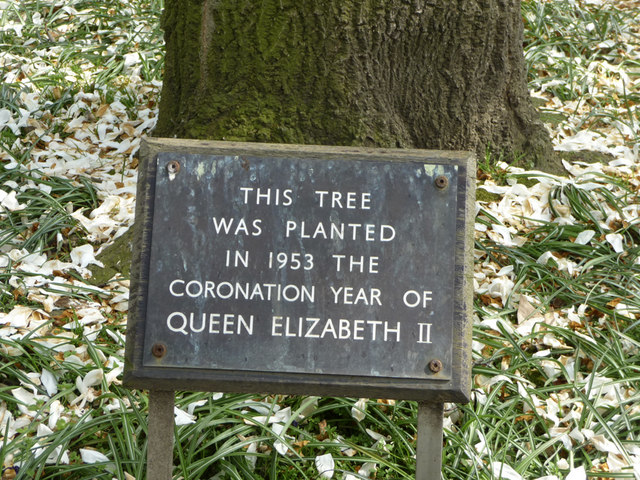
Мемориальная доска с изображением дерева, посаженного в Соединённом Королевстве в честь коронации королевы Елизаветы II (фото было сделано в 2009 году)

В Лондоне королева устроила коронационный обед, для которого был разработан рецепт коронационного цыплёнка, а на набережной Виктории было устроено шоу фейерверков. Кроме того, по всему Соединённому Королевству были организованы уличные вечеринки. В мае на стадионах «Хэмпден Парк» и «Айброкс» в Глазго прошёл футбольный турнир — Кубок коронации, победу в котором одержал шотландский клуб «Селтик». За две недели до коронации детский литературный журнал Collins Magazine переименовал себя в The Young Elizabethan. Новость о том, что Эдмунд Хиллари и Тенцинг Норгей достигли вершины Джомолунгмы, пришла в Великобританию в день коронации Елизаветы; новозеландские, американские и британские СМИ назвали это «подарком на коронацию для новой королевы».